# لعبة جنسية
اللعبة الجنسية (بالإنجليزية: Sex toy)‏ هي جهاز يستخدم أساسًا لتسهيل المتعة الجنسية عند الإنسان. تصمم بعض الألعاب الجنسية (أو اللعب الجنسية) بشكل يشبه الجهاز التناسلي عند الرجل والمرأة. وقد تكون متحركة (بالهزاز) أو غير متحركة. تشمل أيضا الأجهزة والأثاث المستعملة في علاقات البي دي إس إم (BDSM) مثل السلينج (Sling). لكن لا ينطبق مصطلح اللعبة الجنسية على مفاهيم أخرى مثل العازل الذكري (الكندوم)، الإباحية، أو حبوب منع الحمل.

## قانون
تحظر عدة دول في العالم شراء أو بيع الألعاب الجنسية بما فيها الهند والكثير من الدول العربية كالجزائر واليمن والسعودية والإمارات العربية المتحدة. ولكن على أرض الواقع تطبق القوانين بدرجات متفاوتة حسب البلدان.
في معظم الحالات ترتبط أسباب هذا الحظر باعتبارات دينية وثقافية وأخلاقية.

## وقاية وصحة
لتفادي نقل الأمراض (مثل HIV)، ينصح استعمال العازل الذكري (الكندوم) مع معظم الألعاب الجنسية وبالدرجة الأولى القضيب الاصطناعي وكذلك عدم تبادلها بين الأفراد.
وأشارت دراسة قادتها غرينبيس أن المواد المستعملة لصناعة الألعاب الجنسية قد تحتوي بكمية عالية على مادة الفتالات (Phthalates) وهي مادة كيميائية ضارة للصحة.

## بعض أنواع الألعاب الجنسية
- قضيب اصطناعي (Dildo): هو أشهر اللعاب الجنسية، له شكل العضو الذكري ويأتي في العديد من الأحجام والألوان. يستخدم بإدخاله في المهبل أو الشرج أثناء العادة السرية أو الجماع. ويندرج في هذا النوع عدة أنواع فرعية كالقضيب الاصطناعي الهزاز (Vibrator) والقضيب الاصطناعي الخاص بالشرج (Butt plug) والقضيب الاصطناعي المرتبط بالحزام (Starp-on) الذي يسمح بممارسة ما يعرف بالبيغنج (Pegging).
- مهبل اصطناعي (Artificial vagina): هو جهاز مصمم لمحاكاة المهبل الحقيقي. يستخدم خاصة أثناء العادة السرية.
- ملقط الثدي أو كماشة الثدي (Nipple clamp): جهاز يقوم بقبض الثدي بشدة في غرض تحقيق الإثارة الجنسية حيث يعتبر الثدي منطقة حساسة جنسيا عند بعض الأفراد.
- حلقات الديك (Cock rings): عبارة عن حلقة التي يتم وضعها حول قضيب الرجل بغرض المحافظة على الانتصاب لفترة أطول من الزمن.
- هزاز البقعة جي (G-spot vibrator): هي عبارة عن لعبة للإناث والذكور، تشتهر لدى النساء أكثر حيث أن النسخة النسائية تقوم بتدليك بقعة جي مما ينتج عنه احتكاك وبالتالي شعور بالنشوة وبلوغ لقمة الشهوة في ظرف زمني قصير.
- الحدوة الجنسية (Horseshoe): جهاز على شكل الحدوة يستعمل بإدخاله في المهبل والشرج في نفس الوقت. لذلك يخدم من مواد مرنة قابلة للانحناء.
- آلة الجماع أو '''آلة الجنس' (Fucking machine or Sex machine): آلة ميكانيكية تستخدم لمحاكاة الجماع.
- كريات بن وا (Ben Wa balls): هي كريات معدنية صغيرة مرتبطة فيما بينها بواسطة حبل وتستعمل كلعبة جنسية بإدخالها في المهبل أو الشرج.
- الخرز الشرجى (Anal beads): هي لعبة جنسية تتكون من مجموعة من الكرات أو الخرز مرتبطة فيما بينها على شكل سلسلة يتم إدخالها من خلال الشرج إلى المستقيم ثم يتم إزالتها بسرعات متفاوتة حسب التأثير المطلوب.